# Ismo Lius
Ismo Lius (Lahti, 30 de novembro de 1965) é um ex-futebolista finlandês.